# Alcis sinextincta
Alcis sinextincta är en fjärilsart som beskrevs av Eugen Wehrli 1943. Alcis sinextincta ingår i släktet Alcis och familjen mätare. Inga underarter finns listade i Catalogue of Life.